# Desperate Fight Records
Desperate Fight Records va ser un segell discogràfic independent, existent entre 1993 i 2000, de la ciutat sueca d'Umeå. Va ser fundat José Saxlund i el cantant de Refused Dennis Lyxzén.
El segell es va enfocar a les bandes locals de hardcore punk vinculades a un estil de vida straight edge i vegetarià/vegà com Abhinanda o Final Exit. Actualment, Dennis Lyxzén dirigeix el segell Ny Våg.